# E64

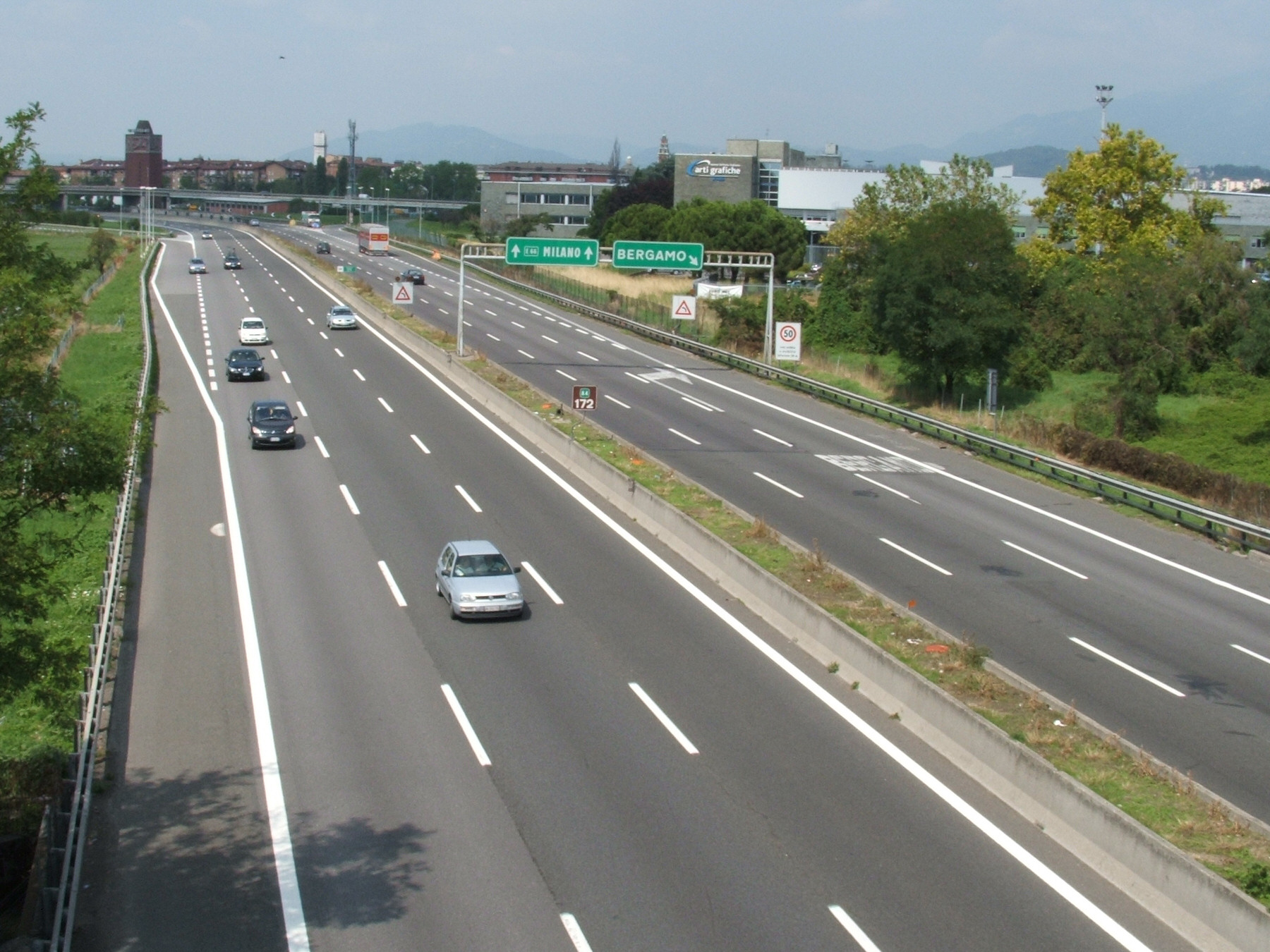
E64 nära Bergamo.

E64 eller Europaväg 64 är en 240 km lång europaväg som går mellan Turin och Brescia i Italien.

## Sträckning
Turin - Milano - Brescia
Den följer motorväg A4.

## Anslutningar
| - E70 - E612 - E25 |  | - E65 - E35 - E70 igen |